# Stacja radiolokacyjna „Wołga”

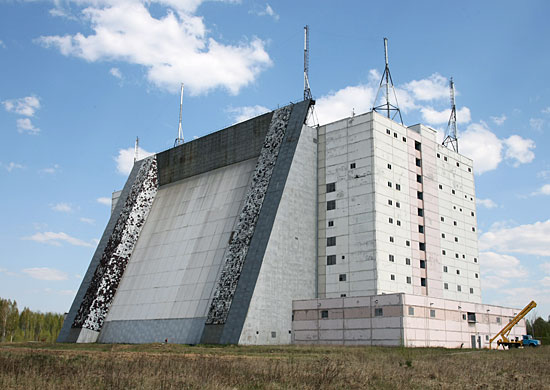

Stacja radiolokacyjna „Wołga” – stacja radiolokacyjna zlokalizowana w  Hryniewiczach.  Jest dzierżawiona od Białorusi przez Federację Rosyjską.

## Historia
Budowę stacji rozpoczęto w 1982 roku. Miała ona docelowo chronić przed rakietami średniego zasięgu  Pershing II, które były w tym czasie umieszczone na terytorium zachodniej części Niemiec. Budowę przerwał rozpad w 1991 roku ZSRR. Wznowiono ją w 1993 roku po utracie przez Rosjan stacji  radiolokacyjnej w miejscowości Skrundziew na terytorium Łotwy. Porozumienie o dzierżawie stacji (do 6 maja 2021 roku) pomiędzy rządem Republiki Białoruskiej a rządem Federacji Rosyjskiej podpisano 6 stycznia 1995 roku. Wartość rocznej dzierżawy szacuje się na 7–9 milionów dolarów, ale pieniądze z tego tytułu nie wpływają do białoruskiego budżetu. 
Teren stacji to ponad 200 hektarów. Stację Wołga uruchomiono w 2002 roku. Jest w niej zatrudnionych  ok. 1000 rosyjskich żołnierzy i miejscowy personel  cywilny. W 2016 roku stację zmodernizowano i unowocześniono.  W 2021 roku przedłużono dzierżawę stacji na kolejne 25 lat.  
Do  zadań  stacji radiolokacyjnej Wołga należą m.in.:
- wykrywanie w locie rakiet balistycznych,  ich  identyfikacja, ustalenie  miejsca  ich  startu,  trasy i obranego celu uderzenia.
- wykrywanie  i  kontrolowanie obiektów  kosmicznych,  ich rozpoznanie,  obliczenie  czasu opadania i miejsca lądowania.